# Nu Delhi
Nu Delhi es el segundo álbum de estudio de la banda india de nu metal Bloodywood. Fue lanzado el 21 de marzo de 2025 a través de Fearless Records.

## Composición y temas
El álbum es un homenaje a la escena musical de Delhi, de donde es originaria la banda. En una entrevista con Kerrang!, Jayant Bhadula afirma:

"Siempre intentamos defender lo que nos rodea. Con Nu Delhi, queríamos que el mundo supiera que existe una escena musical floreciente, no solo el metal, en India, que está a la altura de lo que ocurre en el mundo. El primer sencillo, "Nu Delhi", es una carta de amor de nuestra parte a esta ciudad".

El tercer sencillo, "Tadka", lanzado a finales de enero de 2025, hace referencia al método de cocina del sur de Asia del mismo nombre: "Se trata de ir más allá en la búsqueda de un sabor más intenso", escribió la banda en un comunicado que acompaña al sencillo.

## Lista de canciones
| N.º | Título                    | Duración |  |
| 1.  | «Halla Bol»               | 5:29     |  |
| 2.  | «Hutt»                    | 4:34     |  |
| 3.  | «Dhadak»                  | 3:09     |  |
| 4.  | «Bekhauf» (con Babymetal) | 3:48     |  |
| 5.  | «Kismat»                  | 3:45     |  |
| 6.  | «Daggebaaz»               | 3:29     |  |
| 7.  | «Tadka»                   | 4:22     |  |
| 8.  | «Nu Delhi»                | 4:28     |  |

## Posicionamiento en lista
| Lista (2025)                           | Posición |
| -------------------------------------- | -------- |
| Alemania (Offizielle Top 100)          | 85       |
| Austria (Ö3 Austria)                   | 68       |
| Escocia (Scottish Albums Chart)        | 19       |
| Japanese International Albums (Oricon) | 15       |
| Japanese Rock Albums (Oricon)          | 15       |
| Reino Unido (UK Album Downloads)       | 7        |
| UK Albums Sales (OCC)                  | 20       |
| Reino Unido (UK Rock & Metal Albums)   | 4        |
| Suiza (Schweizer Hitparade)            | 46       |
| US Top Current Album Sales (Billboard) | 41       |
| US World Albums (Billboard)            | 13       |